# NGC 3750
NGC 3750 (również PGC 36011 lub HCG 57C) – galaktyka eliptyczna (E-S0), znajdująca się w gwiazdozbiorze Lwa. Odkrył ją Ralph Copeland 9 lutego 1874 roku. Wchodzi w skład zwartej grupy galaktyk zwanej Septetem Copelanda, Hickson 57 lub Arp 320.